# Moggio (Lombardei)

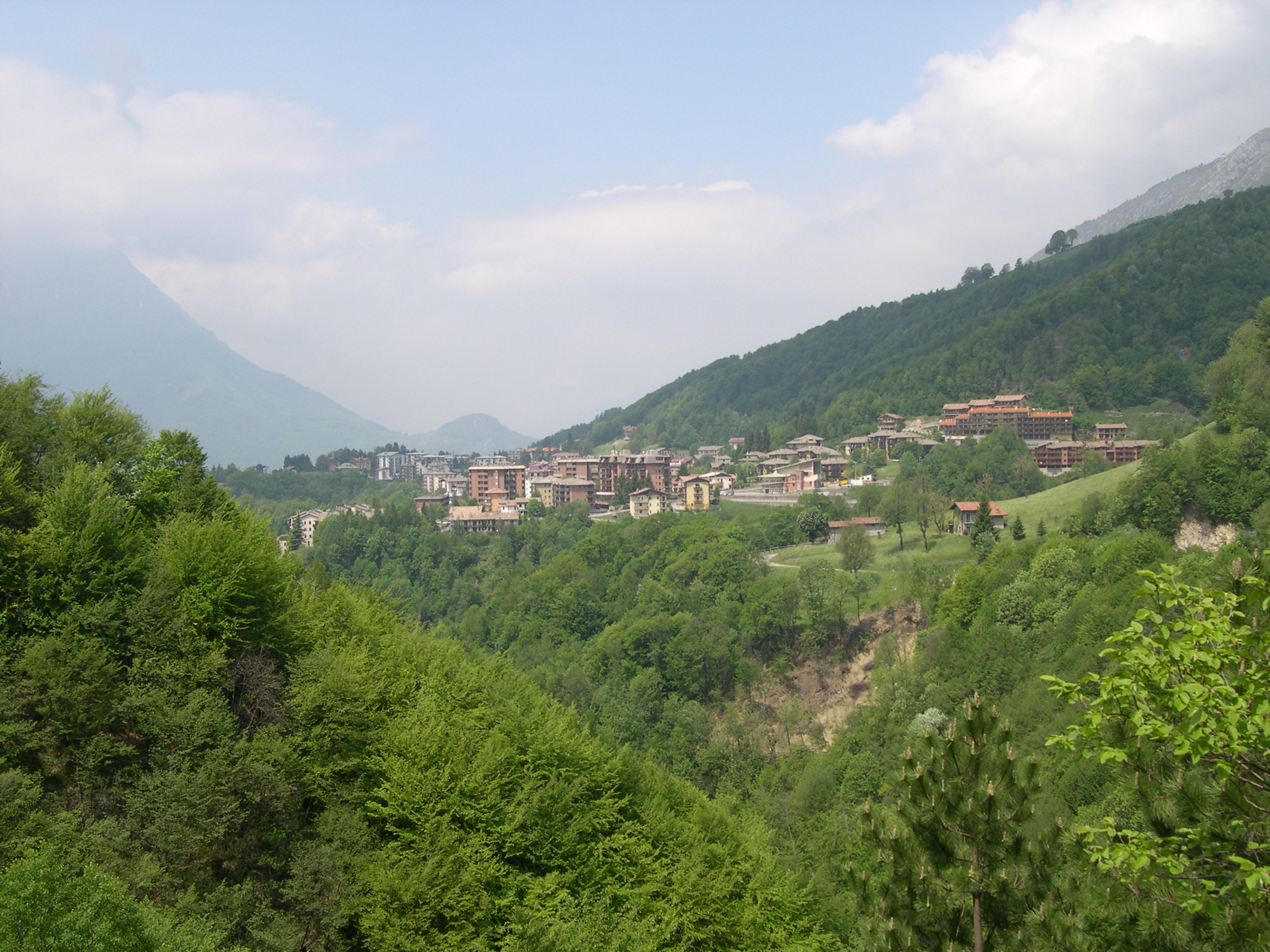
Moggio

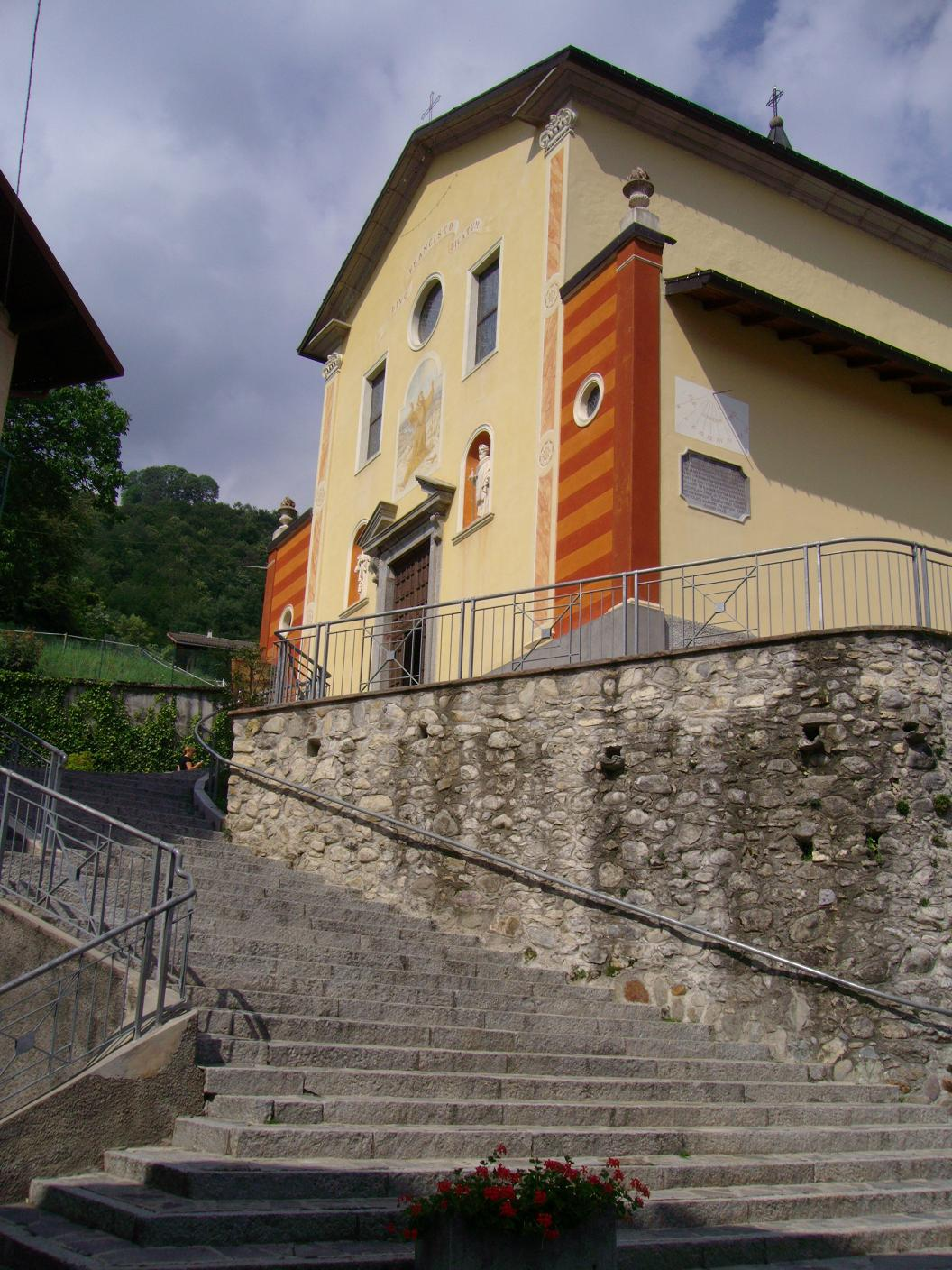
Pfarrkirche San Francesco d’Assisi

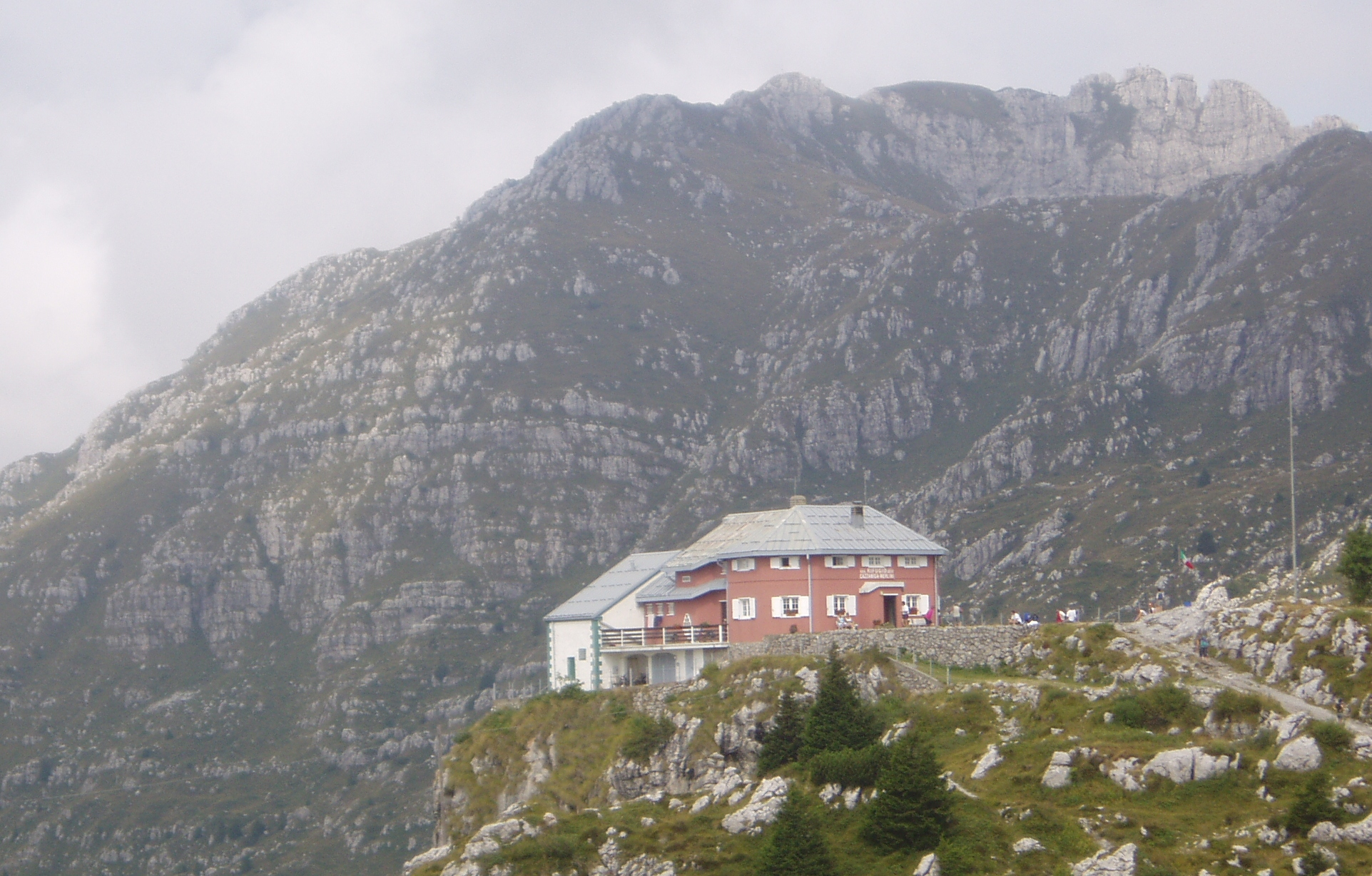
Alphütte Cazzaniga-Merlini

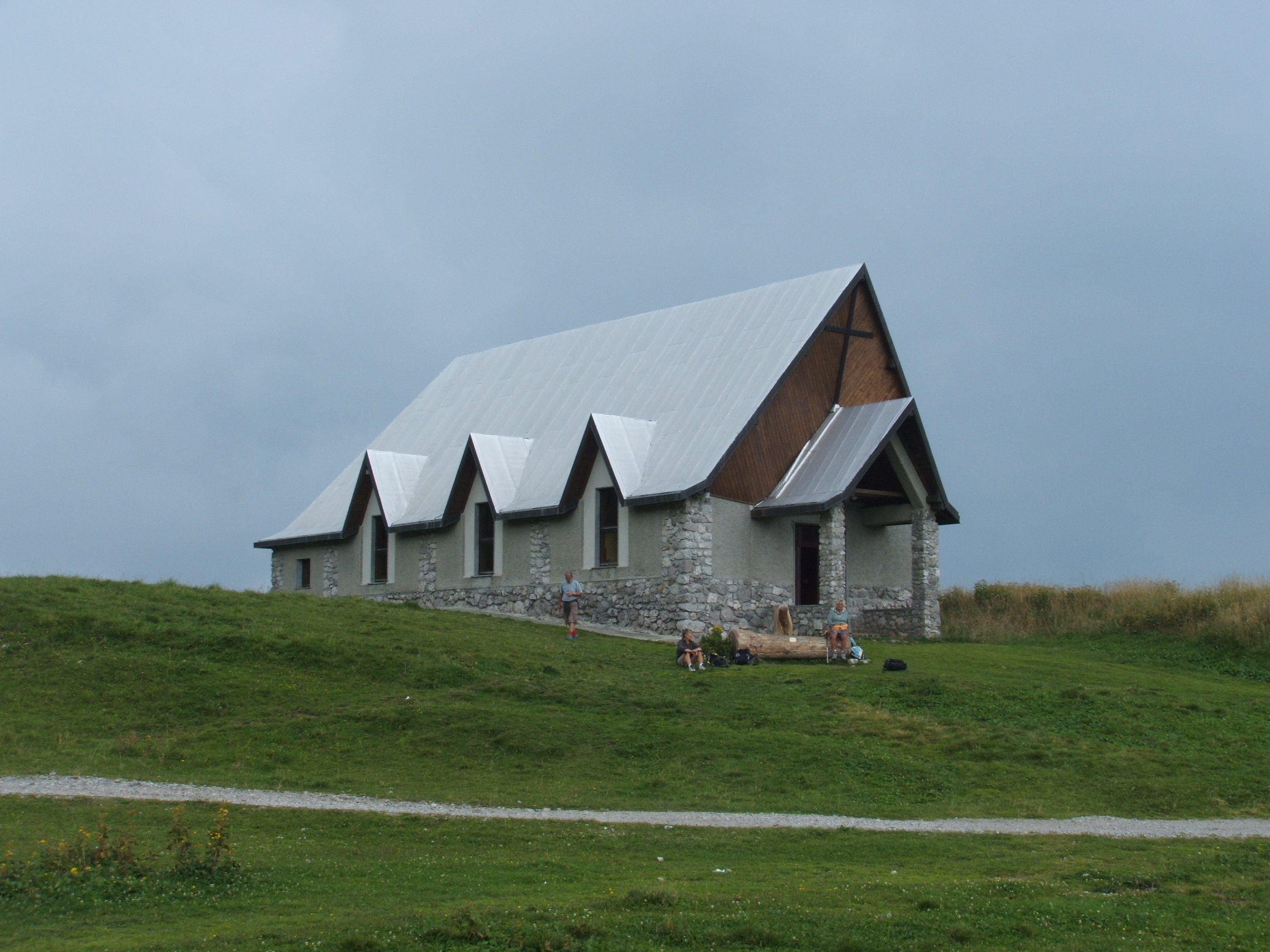
Oratorium Piani di Artavaggio

Moggio ist eine Gemeinde in der Provinz Lecco in der italienischen Region Lombardei mit 495 Einwohnern (Stand 31. Dezember 2023).

## Geographie
Moggio liegt etwa 11 km nordöstlich der Provinzhauptstadt Lecco und 60 km nordöstlich der Millionen-Metropole Mailand. Im Jahr 1971 hatte die Gemeinde Moggio eine Fläche von 1.341 Hektar.
Die Nachbargemeinden sind Barzio, Cassina Valsassina, Morterone, Taleggio (BG) und Vedeseta (BG).

## Geschichte
Im Laufe des Jahres 1415 wurden einige Verwandte und Vertreter der Universitäten der einzelnen Länder des Valsassina, darunter auch Moggio, nach Mailand gerufen, um dem Herzog Filippo Maria Visconti einen Treueeid zu leisten. Die Bezeichnung der Ratsmannschaft für den Zusammenschluss von Barzio, Concenedo, Cassina, Moggio, Cremeno leitet sich von der Tatsache ab, dass diese Ländereien in der Antike eine einzige Gemeinschaft bildeten; nachdem sie sich vor der Mitte des 16. Jahrhunderts getrennt hatten, regelten sie sich im Zeitlichen selbst, wobei jedes seinen eigenen estimo und seine eigene Katastrophe hatte und nur unter sich die Gründe besaßen, pro indiviso die Gemeinschaftsgüter zu genießen. In einem Prospekt aus dem Jahr 1572 (Terre Ducato di Milano, 1572), in dem alle Ländereien des Herzogtums Mailand und andere, die mit ihnen für die Salzstara besteuert werden, aufgeführt sind, wird Moggio unter den infrascritte comuni des Valsassina genannt. Im Jahr 1722 gab es in Moggio 42 Brände.
Aus den vom Provinzbürgermeister Michel’Angelo Manzone im 18. Jahrhundert gesammelten Gewohnheitsregeln über die Regierung des Valsassina und aus den Antworten auf die 45 Fragen der königlichen Volkszählung von 1751 geht hervor, dass Moggio im Ratsteam zu den Gemeinden (oder Gemeinschaften, aber auch einfach als Land oder Ort bezeichnet) gehörte, die der allgemeinen Gemeinschaft des Valsassina unterstellt waren. Alle Gemeinden, die zur allgemeinen Gemeinschaft gehörten, wurden von einem Konsul regiert, der in der Regel auf der Bank des Podestà in Introbio einen Eid ablegte, und von ihren eigenen Bürgermeistern, die von den jeweiligen Stadtvierteln gewählt wurden und für die Verwaltung und den Erhalt des Gemeindeguts verantwortlich waren; oft hatten die Gemeinden auch einen Kanzler, der die Umlagen festlegte (ansonsten eine Aufgabe für den Bürgermeister), und einen Eintreiber, der diese Aufgabe durch einen Vertrag mit der einzelnen Gemeinde erhielt.
Nach dem vorübergehenden Zusammenschluss der lombardischen Provinzen mit dem Königreich Sardinien wurde die Gemeinde Moggio mit 361 Einwohnern, die von einem 15-köpfigen Gemeinderat und einem 2-köpfigen Stadtrat verwaltet wird, gemäß der durch das Gesetz vom 23. Oktober 1859 festgelegten territorialen Aufteilung dem Bezirk II von Introbio, Bezirk III von Lecco, Provinz Como zugeordnet. Bei der Verfassung des Königreichs Italien im Jahr 1861 hatte die Gemeinde 362 Einwohner (Volkszählung 1861). Nach dem Gemeindegesetz von 1865 wurde die Gemeinde von einem Bürgermeister, einer Junta und einem Rat verwaltet. Im Jahr 1867 wurde die Gemeinde in denselben Bezirk, Kreis und dieselbe Provinz eingegliedert (Verwaltungsbezirk 1867).
Im Jahr 1924 wurde die Gemeinde in den Bezirk Lecco der Provinz Como eingegliedert. Nach der Gemeindereform im Jahr 1926 wurde die Gemeinde von einem Podestà verwaltet. Im Jahr 1928 wurde die Gemeinde Moggio mit der Gemeinde Cremeno zusammengelegt. Im Jahr 1948 wurde die autonome Gemeinde Moggio durch Abtrennung ihres Gebiets von der Gemeinde Cremeno neu gebildet. Nach dem geltenden Gesetz über das Gemeindesystem wurde die Gemeinde von einem Bürgermeister, einem Rat und einem Vorstand verwaltet.

## Bevölkerung
| Bevölkerungsentwicklung | Bevölkerungsentwicklung | Bevölkerungsentwicklung | Bevölkerungsentwicklung | Bevölkerungsentwicklung | Bevölkerungsentwicklung | Bevölkerungsentwicklung | Bevölkerungsentwicklung | Bevölkerungsentwicklung | Bevölkerungsentwicklung | Bevölkerungsentwicklung | Bevölkerungsentwicklung | Bevölkerungsentwicklung | Bevölkerungsentwicklung | Bevölkerungsentwicklung | Bevölkerungsentwicklung | Bevölkerungsentwicklung |
| ----------------------- | ----------------------- | ----------------------- | ----------------------- | ----------------------- | ----------------------- | ----------------------- | ----------------------- | ----------------------- | ----------------------- | ----------------------- | ----------------------- | ----------------------- | ----------------------- | ----------------------- | ----------------------- | ----------------------- |
| Jahr                    | 1861                    | 1871                    | 1881                    | 1901                    | 1911                    | 1921                    | 1931                    | 1951                    | 1961                    | 1971                    | 1981                    | 1991                    | 2001                    | 2011                    | 2022                    |                         |
| Einwohner               | 362                     | 345                     | 414                     | 389                     | 380                     | 399                     | 309                     | 300                     | 248                     | 325                     | 409                     | 431                     | 486                     | 503                     | 467                     |                         |
| Quelle: ISTAT           |                         |                         |                         |                         |                         |                         |                         |                         |                         |                         |                         |                         |                         |                         |                         |                         |

## Kultur und Sehenswürdigkeiten
- Pfarrkirche San Francesco – Fest des Ortspatrons am 4. Oktober. Die erste Erwähnung einer Kapelle in Moggio stammt aus dem 13. Jahrhundert und ist im Liber Notitiae Sanctorum Mediolani von Goffredo da Bussero enthalten. Zu Beginn des 15. Jahrhunderts wurde die Kirche im gotischen Stil umgebaut und am 4. November 1569 vom Erzbischof von Mailand Karl Borromäus zur Pfarrkirche ernannt, nachdem er sie von der Pfarrkirche von Cremeno befreit hatte. Die Kirche wurde 1603 wiederaufgebaut und am 29. August desselben Jahres eingeweiht. Im selben Jahrhundert wurden die Innenräume mit Stuckarbeiten der magistri intelvesi  und Fresken verziert. Im 18. Jahrhundert wurde das Gebäude renoviert; aus dem Bericht der Pastoralvisitation des Erzbischofs Giuseppe Pozzobonelli erfahren wir, dass die Pfarrei zur Pfarrei Valsassina gehörte, dass die Kirche Sitz der Sodalitas war, die an die Kapelle der Heiligen Jungfrau vom Berge Karmel angegliedert war, und dass die Zahl der Gläubigen 250 betrug, die dann auf 229 im Jahr 1780 sank, wie es in der 1781 erstellten Notiz der Pfarreien des Staates Mailand heißt. Im Jahr 1902 wurden zwei Seitenkapellen gebaut, während im darauf folgenden Jahr alle alten Dekorationen und Gipsabdrücke entfernt und wieder aufgebaut wurden; mit der Neugestaltung des Innenraums wurde der Maler Romeo Rivetta betraut.
- Kirche Santi Pietro e Paolo alle Colmine

## Persönlichkeiten
- Francesco Locatelli (1920–1978), Radrennfahrer